# Oosteinde (Hollande-Méridionale)
Pour les articles homonymes, voir Oosteinde.
Oosteinde est un hameau situé dans la commune néerlandaise de Teylingen, dans la province de la Hollande-Méridionale. Le 1er janvier 2005, le hameau comptait 250 habitants.
Oosteinde est situé au nord de Sassenheim, sur la route de Noordwijkerhout.